# 神の値段
『神の値段』（かみのねだん）は、一色さゆりによる日本の推理小説。
第14回『このミステリーがすごい!』大賞大賞受賞作。同賞受賞作では初の美術ミステリーとなる。単行本は、2016年2月24日に宝島社より刊行された。装丁は、高柳雅人による。装画は丹地陽子が手がけている。昭和40年以降メディアにも決して姿を見せず、生死すらはっきりと明かされていなかった現代美術家・河原温の訃報を聞いたことから着想を得て執筆された。

## あらすじ
人前に一切姿を見せない美術家である川田無名は、唯子にだけ作品を託し、発表している。無名が若かった頃の作品は、ジャクソン・ポロックやサイ・トゥオンブリーなどの巨匠たちを彷彿とさせるものだった。ある日、無名が1959年に制作したとされる作品が、ギャラリーに運び込まれる。この作品がここにあることは、誰にも口外しないこと、と佐和子らは唯子に言われる。あるパーティーで唯子は、無名が中国人の母親をもつこと、また彼が色弱であることを語る。そのパーティーで佐和子は、唯子の夫に会う。
ある日、佐和子は土門から、唯子が窒息死したことを知らされる。唯子は、品川にある倉庫で倒れているのが発見され、病院で息を引き取ったという。その後、佐和子は、唯子が母子家庭だったことを知る。また佐和子は、唯子が住んでいた部屋にあったカタログで、ギャラリーに置かれているのは、無名の1959年の作品であることを確認する。唯子が抱えていた仕事を佐和子が引き継ぐことを、佐伯が望んでいる、と土門は話す。佐和子は松井とともに、唯子が倒れていた倉庫へ行く。そこで佐和子は、消失した作品がないことを確認するが、作品の位置が変わっているらしいことに気づく。
その後、佐和子のもとに刑事が訪ねてきて、唯子は絞殺された可能性が高く、犯人はまだ捕まっていないことがわかる。佐和子は、無名がかつて住んでいたアパートを訪ねる。ジョシュアは、1959年の作品が、唯子が死ぬ直前に現れたために、「誰があの作品を買うのか」と画商の間でささやかれているらしいこと、高額の作品をギャラリーに置いたままにしているのは無防備といえることを指摘する。佐和子は、唯子が品川の倉庫で強盗に襲われた可能性があると考える。佐和子は、片づけておいたはずのコーヒーカップがギャラリーの給湯室のシンクにあるのを見つけて驚く。
佐伯は1959年の作品を、唯子と長い付き合いがあったワン・ラディという人物に買ってもらうことにする。佐和子と佐伯は、唯子が、亡くなった夜に土門とイタリア料理店で言い争いをしていたことを知る。刑事が無名を重要参考人として捜査していることがわかる。佐和子は、犯人が誰かについて考えを巡らせる。無名のアートがどのように生み出されているのかを知らない限り、事件の真相にはたどりつけないのではないか、と考える。佐和子と佐伯が、師戸に「警察にも黙っている話がある」と呼ばれ、深夜にアトリエへ行くと、そこには虚実を混同した土門の姿があった。師戸によると、無名からのメールに記された数字とアルファベットを解読することにより、これまで作品を制作してきたという。
1959年の作品が、オークションに出品されることになる。佐和子は、父から唐木田という弁護士を紹介され、彼に会って無名の行方などについて尋ねる。佐和子は唐木田から、無名から預かったという日記やコラージュなどを受け取る。佐和子は、アートフェアに参加するため、香港へ行く。佐和子は、1959年の作品に改めて対面し、その作品が墨の絵画的筆致と文字の記号的概念とを組み合わせることにより、花鳥画を浮かび上がらせていることに気づく。そして、いよいよ1959年の作品のオークションが始まる。ラディが落札するかに思われたが、電話で途中参加した新参者が落札するという結果になった。
佐和子が唯子の墓参りをしたとき、無名がよく口にしていた「されど死ぬのはいつも他人」というマルセル・デュシャンの言葉をつぶやくホームレスに墓地の管理人が会ったことを知る。その後、1959年の作品がギャラリーに送られてくる。続いて送られてきたCD-Rにより、佐和子は唯子が殺した犯人を見抜く。

## 登場人物
川田無名（かわた むめい）
美術家。男性。1939年生まれ。インクアートを現代アートとして確立させた。
永井唯子（ながい ゆいこ）
ギャラリーのオーナー。佐和子の上司。
田中佐和子（たなか さわこ）
唯子のアシスタント。
佐伯章介（さえき しょうすけ）
唯子の夫。
土門正男（どもん まさお）
アトリエのディレクター。
松井（まつい）
佐和子の後輩。ゲイ。
浦（うら）
ベテランの輸送業者。
真里子（まりこ）
ギャラリーのオーナー。
師戸（もろと）
作品制作を行う職人。
ジョシュア
ニューヨークのギャラリスト。
ワン・ラディ
コレクター。中国人。
沼田（ぬまた）
コレクター。
唐木田一郎（からきだ いちろう）
水道橋付近に法律事務所を構える弁護士。無名のことをよく知る。
金谷（かなや）
刑事。
丸橋（まるはし）
刑事。

## 書評
書評家の茶木則雄は、「専門知識に彩られた美術関連のディテールには厚みがあり、人物造形を含め、筋運びも達者」と評価している。書評家の吉野仁は、「ギャラリー、オークションなど美術界をめぐる興味深い記述の数々と、それにともなう謎が秀逸で、立派にサスペンス作品として面白く読ませる」と評価している。